# Cedar Fort
Cedar Fort város az USA Utah államában, Utah megyében. Lakosainak száma 427 fő (2020. április 1.).

## Népesség
A település népességének változása:
| Lakosok száma | 368  | 375  | 427  |
|               | 2010 | 2012 | 2020 |